# Harry Melling
Harry Arthur David Melling (Londen, 13 maart 1989) is een Engels acteur. Hij speelt de rol van Dirk Duffeling in de Harry Potter-films. Melling is de kleinzoon van Patrick Troughton, die de "tweede doctor" speelde in de Britse sciencefictionserie Doctor Who (van 1966 tot 1969). Hij is een neef van de acteurs David en Michael Troughton. Melling studeert aan de London Academy of Music and Dramatic Art. Hij heeft twee broers:  Jack Melling en William Melling.

## Filmografie

### Films
- Harry Potter and the Philosopher's Stone (2001) - Dirk Duffeling (Dudley Dursley)
- Harry Potter and the Chamber of Secrets (2002) - Dirk Duffeling
- Harry Potter and the Prisoner of Azkaban (2004) - Dirk Duffeling
- Harry Potter and the Order of the Phoenix (2007) - Dirk Duffeling
- Harry Potter And The Deathly Hallows - Part 1 (2010) - Dirk Duffeling
- The Lost City of Z (2016) - William Barclay
- The Current War (2017) - Benjamin Vale
- The Ballad of Buster Scruggs (2018) - Artiest
- Waiting for the Barbarians (2019) - Garrison Soldaat #4
- The Old Guard (2020) - Merrick
- The Devil All the Time (2020) - Roy Laferty
- The Tragedy of Macbeth (2021) - Malcolm
- The Pale Blue Eye (2022) - Edgar Allan Poe
- Harvest (2024) - Charles Kent

### Televisie
- Friends & Crocodiles (2005)
- Merlin (televisieserie) - season 3, episode 11: The Sorcerer's Shadow (2010) - Gilli
- His Dark Materials (televisieserie) - season 1, episode 04 (2019) - Officer Sysselman
- The Queen's Gambit (miniserie) - season 1(2020) - Harry Beltik

### Theater
- 20 Cigarettes (2007)